# Cabinet Wallmann
Land de Hesse
Börner III Eichel I
Le cabinet Wallmann (en allemand : Kabinett Wallmann) est le gouvernement du Land de Hesse entre le 23 avril 1987 et le 5 avril 1991, durant la douzième législature du Landtag.

## Majorité et historique
Dirigé par le nouveau ministre-président chrétien-démocrate Walter Wallmann, précédemment ministre fédéral de l'Environnement, ce gouvernement est constitué et soutenu par une « coalition noire-jaune » entre l'Union chrétienne-démocrate d'Allemagne (CDU) et le Parti libéral-démocrate (FDP). Ensemble, ils disposent de 56 députés sur 110, soit 50,9 % des sièges au Landtag.
Il est formé à la suite des élections régionales anticipées du 5 avril 1987 et succède au troisième cabinet du social-démocrate Holger Börner, constitué et soutenu par une « coalition rouge-verte » entre le Parti social-démocrate d'Allemagne (SPD) et Les Verts (Grünen).
Première alliance de ce genre en Allemagne de l'Ouest, des désaccords sur la question nucléaire conduisent à sa rupture et à la convocation du scrutin. Lors de celui-ci, la CDU arrive de nouveau en tête et le SPD n'a pas le poids suffisant pour constituer une majorité alternative. Comme quatre ans plus tôt, le FDP fait le choix de l'alliance avec les chrétiens-démocrates, celle-ci étant désormais majoritaire de deux sièges. Alors que la CDU revient au gouvernement après en avoir été exclue en janvier 1951, le SPD en est exclu, une première depuis octobre 1945.
Lors des élections régionales du 20 janvier 1991, les sociaux-démocrates, emmenés par le bourgmestre de Cassel Hans Eichel, arrivent à égalité avec les chrétiens-démocrates. Les écologistes étant passés devant les libéraux, la majorité parlementaire passe à gauche de seulement deux sièges, permettant la constitution du cabinet Eichel I.

## Composition

### Initiale (23 avril 1987)
| Portefeuille                                                           | Titulaire | Titulaire | Parti |
| ---------------------------------------------------------------------- | --------- | --- | ----- |
| Ministre-président                                                     |           | Walter Wallmann                                                                                               | CDU   |
| Vice-ministre-président Ministre de la Science et de la Culture        |           | Wolfgang Gerhardt                                                                                             | FDP   |
| Ministre de l'Intérieur                                                |           | Gottfried Milde (jusqu'au 06/11/1990) Karl-Heinz Koch (par intérim) Hartmut Nassauer (à partir du 20/11/1990) | CDU   |
| Ministre des Finances                                                  |           | Manfred Kanther                                                                                               | CDU   |
| Ministre de la Justice                                                 |           | Karl-Heinz Koch                                                                                               | CDU   |
| Ministre de l'Économie et de la Technologie                            |           | Alfred Schmidt                                                                                                | FDP   |
| Ministre de l'Environnement et de la Sécurité nucléaire                |           | Karlheinz Weimar                                                                                              | CDU   |
| Ministre des Affaires sociales                                         |           | Karl-Heinrich Trageser                                                                                        | CDU   |
| Ministre de l'Éducation                                                |           | Christean Wagner                                                                                              | CDU   |
| Ministre de l'Agriculture, des Forêts et de la Protection de la Nature |           | Irmgard Reichhardt                                                                                            | CDU   |